# یواس‌اس کانکوئست (ای‌ام-۴۸۸)
یواس‌اس کانکوئست (ای‌ام-۴۸۸) (به انگلیسی: USS Conquest (AM-488)) یک کشتی بود که طول آن ۱۷۲ فوت (۵۲ متر) بود. این کشتی در سال ۱۹۵۴ ساخته شد.